# Aristarco de Samos
Aristarco de Samos (em grego: Αρίσταρχος ο Σάμιος; 310 a.C. — 230 a.C.) foi um astrônomo e matemático grego, sendo o primeiro cientista a propor que a Terra gira em torno do Sol (sistema heliocêntrico), sendo pelo sol uma rotação completa ao ano e em torno de seu eixo uma ao dia. Influenciado pelo conceito apresentado pelo filósofo pré-socrático Filolau de Crotona (c. 470 - 385 a.C.) sobre um "fogo no centro do universo", Aristarco identificou este "fogo central" como sendo o Sol e posicionou os outros planetas do Sistema Solar em sua ordem correta de distância ao redor deste. Sendo assim, acusado de impiedade por Cleantes de Assos, o Estoico.
Assim como o filósofo grego pré-socrático Anaxágoras antes dele, Aristarco suspeitou que as estrelas eram apenas outros corpos como o Sol, embora mais distantes da Terra. Frequentemente, suas ideias astronômicas eram rejeitadas em favor das teorias geocêntricas de Aristóteles e Ptolomeu. No entanto, Nicolaus Copernicus sabia da possibilidade de que Aristarcos tivesse uma teoria da 'Terra em movimento', embora seja improvável que Copernicus soubesse que se tratava de uma teoria heliocêntrica (sol no centro).
Apenas uma obra sua é conhecida: Sobre os tamanhos e distâncias entre o Sol e a Lua. Nesta obra, Aristarco estimou com uma precisão incrível para a época os tamanhos do Sol e da Lua ao compara-los com o tamanho da Terra. Ele também estimou as distâncias da Terra ao Sol e à Lua. 
Por conta disso, ele é considerado um dos maiores astrônomos da antiguidade, junto com Hiparco, e um dos maiores pensadores da história humana.
Sua uma importante contribuição para a matemática foi a Desigualdade de Aristarco.
A cratera lunar "Aristarchus", o planeta menor "3999 Aristarchus" e o telescópio "Aristarchos" foram nomeados em sua homenagem.

## Obra

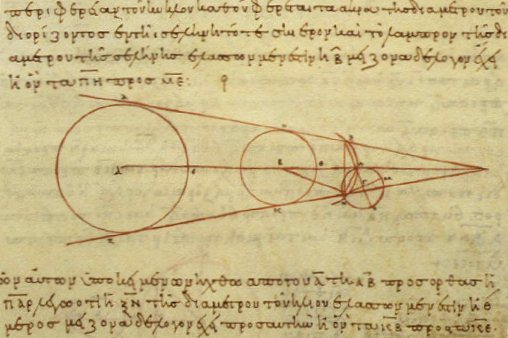
Cálculos de Aristarco no século III a.C. sobre os tamanhos relativos (da esquerda) do Sol, da Terra e da Lua, de uma cópia grega do século X d.C.

No século III a.C. na obra, Sobre os tamanhos e distâncias entre o Sol e a Lua, Aristarco demonstrou o método geométrico  que desenvolvera para calcular as dimensões e distâncias do Sol e da Lua - subestimando o tamanho do Sol como sendo de apenas trinta vezes o da Lua. As suas conclusões sobre a organização do Sistema Solar, mesmo sendo simples, ainda são admiradas pela sua coerência. Aristarco concluiu que o Sol estaria 20 vezes mais distante da Terra do que a Lua e, embora o valor correto seja de cerca de 400 vezes, o seu procedimento estava correto. 
Aristarco também procurou calcular o diâmetro da Lua em relação ao da Terra, baseando-se na sombra projetada pelo nosso planeta durante um eclipse lunar, concluindo que a Lua tinha um diâmetro três vezes menor que o da Terra, sendo o valor correto de 3,7 vezes. Também calculou, com mais precisão do que a dos antigos sábios, a duração de um ano solar. Embora obtivesse muitos erros em seus resultados, a origem desses erros estava nos instrumentos utilizados, e não em sua metodologia conceitual. Para ele, seria mais natural supor que um astro menor, a Terra, girasse em torno de um maior, o Sol, que era uma opinião diferente da dos seus antecessores.
Todavia, a afirmação heliocêntrica não aparece na obra Sobre os tamanhos e distâncias entre o Sol e a Lua]]. Sendo conhecida através de uma referência feita pelo matemático e filósofo grego Arquimedes no seu Arenário. A teoria heliocêntrica só ganharia reconhecimento e validade mais de mil anos depois, com Copérnico, desenvolvendo um modelo no século XVI.
Plutarco, um historiador e filósofo grego médio platônico, menciona a evolução da medida do tamanho da Lua: segundo os egípcios, a Lua seria 1/72 menor que a Terra; segundo Anaxágoras, ela teria o tamanho da península do Peloponeso; mas segundo Aristarco, seu tamanho seria entre 19/60 e 43/108 do tamanho da Terra (usando o diâmetro conhecido da Terra, este intervalo corresponde de 4 039 à 5 079 km; um pouco maior que o valor real de 3 475 km). Outra medida de Aristarco é de 18 a 20 vezes a razão entre a distância Terra - Sol para a distância Terra - Lua (a razão correta é cerca de 400).

## Ver Também
- Astrofotografia
- Céu noturno
- Cosmologia
- Distância lunar
- Geocentrismo
- Grandes Observatórios Astronómicos
- História da astronomia
- Observatório espacial
- Períodos do dia
- Telescópio reflector